# Spilopteron baiyanense
Spilopteron baiyanense är en stekelart som beskrevs av Wang 1982. Spilopteron baiyanense ingår i släktet Spilopteron och familjen brokparasitsteklar. Inga underarter finns listade i Catalogue of Life.